# Яндекс (поисковая система)
«Я́ндекс» — поисковая система, принадлежащая российской корпорации «Яндекс», основной продукт компании.
По данным на июнь 2025 года доля Поиска Яндекса в России составляет 74 %, в Турции 36,89 %, в Беларуси 32,87 %, в Казахстане 31 %.

## Функциональность

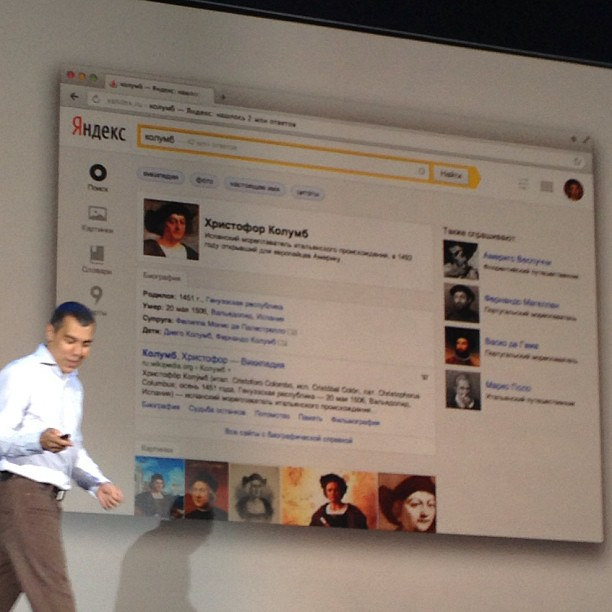
Илья Сегалович представляет новый поисковый механизм «Яндекса» «Острова»

### Основная информация
Поисковая машина состоит из трёх основных компонентов:
- Агент — это поисковый робот. Он обходит сеть, скачивает и анализирует документы. В случае обнаружения новой ссылки при анализе сайта она попадает в список веб-адресов робота. Поисковые роботы бывают следующих типов: пауки (англ. Spider) — загружают сайты подобно браузерам пользователя; «путешествующие» пауки (англ. Crawler) — обнаруживают новые, ещё неизвестные ссылки на основе анализа уже известных документов; индексаторы — занимаются анализом обнаруженных веб-страниц и добавляют данные в индекс. Множество выкачанных документов разбивается на непересекающиеся части и очищается от разметки.
- Индекс — база данных, собранная роботами-индексаторами поисковых машин. По индексу и осуществляется поиск документов.
- Поисковый механизм.

Поисковый запрос от пользователя после анализа загруженности поисковой системы отправляется на наименее загруженный сервер. Для обеспечения такой возможности серверы «Яндекса» объединены в кластеры и даже кластеры кластеров. Затем пользовательский запрос обрабатывается программой под названием «Метапоиск». Метапоиск осуществляет анализ запроса в реальном времени: определяет географическое положение пользователя, проводит лингвистический анализ и т. д. Также программа определяет, относится ли запрос к категории наиболее популярных или недавно заданных. Выдача на такие запросы некоторое время хранится в памяти (кэше) метапоиска, и в случае совпадения показываются заранее сохранённые результаты. Если запрос является редким и совпадений в кэше не найдено, система перенаправляет его на программу «Базового поиска». Тот анализирует индекс системы, также разбитый по разным дублирующимся серверам (это ускоряет процедуру). Затем полученная информация снова попадает на метапоиск, данные ранжируются и показываются пользователю в готовом виде.

### Индексирование
В целом «Яндекс» индексирует следующие типы файлов: html, pdf, rtf, doc, xls, ppt, docx, odt, odp, ods, odg, xlsx, pptx.
Поисковая система способна также индексировать текст внутри объектов Shockwave Flash (если текст не помещён на само изображение), если эти элементы передаются отдельной страницей, имеющей MIME-тип application/x-shockwave-flash, и файлы с расширением .swf.
В «Яндексе» работают 2 сканирующих робота — «основной» и «быстрый». Первый отвечает за интернет в целом, второй индексирует сайты с часто меняющейся и обновляемой информацией (новостные сайты и информационные агентства). В 2010 году «быстрый» робот получил новую технологию под названием «Orange», разработанную совместно калифорнийским и московским подразделениями «Яндекса».
В логах сервера роботы «Яндекса» представляются следующим образом:
- Mozilla/5.0 (compatible; YandexBot/3.0) — основной индексирующий робот.
- Mozilla/5.0 (compatible; YandexBot/3.0; MirrorDetector) — робот, определяющий зеркала сайтов. Если найдутся несколько сайтов с одинаковым содержимым, в результатах поиска будет показан только один.
- Mozilla/5.0 (compatible; YandexImages/3.0) — индексатор «Яндекс. Картинок».
- Mozilla/5.0 (compatible; YandexVideo/3.0) — индексатор «Яндекс. Видео».
- Mozilla/5.0 (compatible; YandexMedia/3.0) — робот, индексирующий мультимедийные данные.
- Mozilla/5.0 (compatible; YandexBlogs/0.99; robot) — робот поиска по блогам, индексирующий комментарии постов.
- Mozilla/5.0 (compatible; YandexAddurl/2.0) — робот, обращающийся к странице при добавлении её через форму «Добавить URL».
- Mozilla/5.0 (compatible; YandexFavicons/1.0) — робот, индексирующий иконки сайтов (favicons).
- Mozilla/5.0 (compatible; YandexDirect/3.0) — робот, индексирующий страницы сайтов, участвующих в «Рекламной сети „Яндекса“» (РСЯ).
- Mozilla/5.0 (compatible; YandexDirect/2.0; Dyatel) — «простукивалка»[прояснить] «Яндекс. Директа».
- Mozilla/5.0 (compatible; YandexMetrika/2.0) — робот «Яндекс. Метрики».
- Mozilla/5.0 (compatible; YandexCatalog/3.0; Dyatel) — «простукивалка» «Яндекс. Каталога».
- Mozilla/5.0 (compatible; YandexNews/3.0) — индексатор «Яндекс. Новостей».
- Mozilla/5.0 (compatible; YandexAntivirus/2.0) — антивирусный робот «Яндекса».

С 2009 года «Яндекс» поддерживает технологию Sitemaps.

### Поисковые запросы
Интерфейс «Яндекса» располагает довольно сложным языком запросов, позволяющим ограничить область поиска отдельными доменами, языками, типами файлов и т. д.
Для настройки используются следующие символы-джокеры:
- "" — точная цитата
- | — ставится между словами, если нужно найти одно из них
- * — ставится между словами, если между ними пропущено какое-то слово
- site: — поиск на определённом сайте
- date: — поиск документов по дате, например, date:2007
- + — ставится перед словом, которое обязательно должно присутствовать в документе
- - — ставится перед словом, которое не должно присутствовать в поисковой выдаче.
- и др.

«Яндекс» автоматически, наряду с оригинальной «точной формой» запроса, ищет его различные вариации и формулировки.
Поиск «Яндекса» учитывает морфологию русского языка, поэтому вне зависимости от формы слова в поисковом запросе выдача будет производиться по всем словоформам. Если морфологический анализ нежелателен, можно перед словом поставить восклицательный знак (!) — поиск в этом случае покажет только конкретную форму слова. Кроме того, при поисковом запросе практически не учитываются так называемые стоп-слова, то есть предлоги, знаки препинания, местоимения и т. д., ввиду их большого распространения.
Как правило, автоматически раскрываются аббревиатуры, действует транслитерация (например, «Рено — Renault»), исправляется орфография. Также производится поиск по синонимам (мобильный — сотовый) и различным словоформам (Воронеж — воронежский). Расширение или нет исходного пользовательского запроса зависит от контекста. Расширение не происходит при наборе узкоспециальных терминов (к запросу «монтёрская кошка» не будет добавлено слово «кошачий»), имён собственных, названий компаний (к примеру, ОАО «Бегемот» — ОАО «Гиппопотам»), при добавлении слова «цена», в точных цитатах (это запросы, выделяемые машинописными кавычками).

### Защита от спама и вирусов
По состоянию на 2013 год «Яндекс» является самой безопасной поисковой машиной на планете и третьим по степени защищённости среди всех веб-ресурсов.
Проверка веб-страниц и предупреждение пользователей появились на «Яндексе» в 2009 году: с тех пор на странице результатов поиска рядом с опасным сайтом появляется пометка «Этот сайт может угрожать безопасности вашего компьютера». Для обнаружения угроз используются сразу две технологии. Первая куплена у американского антивируса «Sophos» и основана на сигнатурном подходе: то есть при обращении к веб-странице антивирусная система обращается к базе данных уже известных вирусов и вредоносных программ. Такой подход отличается высокой скоростью, но практически бессилен перед новыми вирусами, ещё не попавшими в базы данных. Поэтому «Яндекс» использует наряду с сигнатурным ещё и свой собственный антивирусный комплекс, основанный на анализе поведенческого фактора. Программа «Яндекса» при обращении к сайту проверяет, запрашивал ли последний у браузера дополнительные файлы, перенаправлял ли на посторонний ресурс и т. д. Таким образом, если получены данные, что сайт начинает выполнение неких действий (запускаются каскадные таблицы стилей, модули Java Script и полноценные программы) без ведома пользователя, он помещается в «чёрный список» и базу вирусных сигнатур. Информация о заражении сайта появляется в результатах поиска, и через сервис «Яндекс Вебмастер» соответствующее уведомление получает владелец сайта. После первой проверки «Яндекс» делает вторую, и если информация о заражении во второй раз подтвердится, проверки будут проходить чаще, пока угроза не будет устранена. Общее число заражённых сайтов в базе «Яндекса» не превышает 1 %.
Ежедневно в 2013 году «Яндекс» проверяет 23 млн веб-страниц (обнаруживая при этом 4300 опасных сайтов) и показывает пользователям 8 млн предупреждений. Ежемесячно проверяется примерно миллиард сайтов.

### Поисковая выдача и ранжирование
Поисковая выдача для каждого пользователя формируется индивидуально на основе его местоположения, языковых запросов, интересов и предпочтений по результатам предыдущих и текущей поисковой сессии. Тем не менее, ключевым фактором при ранжировании поисковых результатов является их релевантность, соответствие поисковому запросу. Релевантность определяется на основе формулы ранжирования, которая постоянно обновляется на основе алгоритмов машинного обучения.
Долгое время ключевым фактором ранжирования у «Яндекса» было количество сторонних ссылок на конкретный сайт. Каждой странице в Интернете присваивался своеобразный индекс цитирования, аналогичный индексу для авторов научных статей: чем больше ссылок, тем лучше. Подобный механизм работал как в тИЦ «Яндекса», так и в PageRank поисковой системы Google. Тем не менее, в настоящий момент в целях предотвращения «накрутки» «Яндекс» применяет многофакторный анализ, из восьмисот факторов ранжирования которого на ссылочные приходится лишь 70. Сегодня гораздо бо́льшую роль играет содержание сайта и наличие-отсутствие там ключевых слов, удобство чтения текста, название домена и его история, наличие мультимедийного контента. 5 декабря 2013 года «Яндекс» объявил о полном отказе от учёта ссылочного фактора в будущем.
Поиск производится на русском, английском, французском, немецком, украинском, белорусском, татарском, казахском языках.
Результаты поиска можно отсортировать по релевантности и по дате (кнопки снизу поисковой выдачи).
Страница с результатами поиска состоит из 10 ссылок с короткими аннотациями — «сниппетами». Последний включают в себя текстовый комментарий, ссылку, адрес, популярные разделы сайта, страницы в соцсетях и пр. В качестве альтернативы сниппетам «Яндекс» ввёл в 2014 году новый интерфейс под названием «Острова».
В «Яндексе» реализован механизм «параллельных поисков», когда вместе поиском по вебу производится поиск по сервисам «Яндекса», таким, как Каталог, Новости, Маркет, Энциклопедии, Картинки и др. В результате в ответ на запрос пользователя система выдаёт не только текстовую информацию, но и ссылки на видеофайлы, картинки, словарные статьи и пр.
Отличительной особенностью поисковика являются также технологии «интентного поиска» (от англ. intent — намерение, желание), то есть поиска, нацеленного на решение задачи. Среди элементов такого поиска — наличие диалоговых подсказок при неоднозначном запросе, автоматический перевод текста, показ информации о характеристиках автомобиля и т. д. Для примера, при запросе «Борис Гребенщиков — Город золотой» система покажет форму для онлайн-прослушивания музыки из сервиса «Яндекс Музыка», при запросе «ул. Королёва,12» будет показан фрагмент карты с отмеченным на ней объектом.
Информационные блоки между строкой запроса и результатами называются «колдунщиками». Полный их список:
- Авто
- Музыка
- Видео
- Картинки
- Опечатки
- Карты
- Карточка города
- Расписания
- Погода
- Время
- Отключение горячей воды
- IP-адрес пользователя
- Стихи
- Цвета
- Конвертер величин
- Курс валют

### Поисковые подсказки
По мере набора пользователем запроса в строке поиска поисковая машина предлагает подсказки в виде ниспадающего списка. Подсказки появляются ещё до перехода на страницу результатов поиска и позволяют уточнить запрос, исправить раскладку или опечатку или перейти сразу на искомый сайт. Для каждого пользователя подсказки формируются в том числе на истории его поисковых запросов (сервис «Мои находки»). В 2012 году появились так называемые «Умные поисковые подсказки», которые моментально выдают информацию об основных константах (длина экватора, скорость света и так далее), пробках на дорогах, и имеют встроенный калькулятор. Кроме того, в «подсказки» встроен переводчик (запрос «любовь по-французски» моментально выдаёт amour, affection), расписание и результаты футбольных матчей, курсы валют, прогноз погоды и другое. Можно узнать точное время запросом «который час». В 2011 году подсказки в поиске «Яндекса» стали полностью локальными для 83 регионов России.
Помимо собственно поиска, подсказки встроены в собственные поисковики «Яндекс. Словарей», «Яндекс Маркета», «Яндекс Карт» и других сервисов «Яндекса».
Функция является развитием технологии интентного поиска и впервые появился на «Яндекс.Баре» в августе 2007 года, а в октябре 2008 был внедрён на главной странице поисковика. Доступен как в настольной, так и в мобильной версии сайта. «Яндекс» показывает своим пользователям более миллиарда поисковых подсказок в день.

### Нейро
16 апреля 2024 года Яндекс представил сервис «Нейро», он объединяет в себе возможности традиционных поисковых технологий и больших языковых генеративных моделей. В «Нейро» пользователь может задать системе любой вопрос простыми словами, YandexGPT 3 проанализирует поисковую выдачу Яндекса по запросу и объединит найденную информацию в одном сообщении со ссылками на источники. Взаимодействие с сервисом ведется в формате диалога, заданный ранее вопрос можно уточнить, а так же его можно дополнить картинкой.
Позднее Яндекс запустил «Поиск с Нейро». Функционал «Нейро» интегрировали под поисковую строку для выдачи обобщённых ответов, в поиск по картинкам при использовании «Умной камеры», в ответы о товарах и услугах из специальных тематических блоков.
В мае 2025 года вместо «Поиска с Нейро» появился «Поиск с Алисой» с функцией «рассуждений». Функция позволяет найти более точный ответ на запрос пользователя. Модель анализирует запрос, ищет в источниках, проверяет наличие противоречий между ними и выводит готовый ответ.

### Другое

Первоначальный логотип поисковика

«Яндекс» предлагает ещё несколько видов поиска:
- Дзен-Поиск — «медитативный поиск» «Яндекса». На данный момент закрыт, а по ссылке dzen.yandex.ru идёт перенаправление на Яндекс.Дзен.
- Семейный поиск — поиск безопасного для детей содержимого.
- Поиск для слабовидящих

Летом 2017 года в рамках совместного проекта Банка России и компании Яндекс в поисковой выдаче системы Яндекс появился специальный «маркер» (синий кружок с галочкой и надписью «Реестр ЦБ РФ»), информирующий потребителя о том, что на промаркированном сайте предлагаются финансовые услуги компании, которая имеет статус микрофинансовой организации.
В конце 2022 года в поиске «Яндекса» по товарам появился фильтр «Проверенные скидки». С ним в поиске отображаются только карточки товаров, цена которых снижена по сравнению с уровнем двух предыдущих месяцев.
Через два года в результаты поиска добавили тематические блоки с предложениями от разных банков для удобства поиска финансовых продуктов. Кроме того, чтобы пользователи могли быстрее определиться с выбором врача и записаться на приём, поиск снабдили карточками с информацией о требуемом специалисте.
В мае 2025 года появились «Вертикали» для квартир и финансов. «Вертикали» — инструмент для сравнения и выбора искомых товаров или услуг. Например, с помощью «Вертикали» «Квартиры» пользователям проще изучать предложения по покупке и аренде недвижимости в новостройках и на вторичном рынке. «Финансы» дают представление о предложениях от банков, страховых и финансовых компаний по кредитам, вкладам, картам и страховкам.

### Логотип «Яндекса»
Логотип «Яндекса» может менять свой дизайн в честь некоторых памятных дат, к примеру, 75-летию Владимира Высоцкого был посвящён музыкальный логотип.

## История
Изменения в поисковой машине долгое время широко не афишировались и оставались безымянными. И лишь с начала 2008 года, когда было объявлено о запуске алгоритма 8 SP1, «Яндекс» заявил о том, что впредь новые алгоритмы ранжирования будут носить названия городов.

### 1990-е

Дизайн «Яндекса» в декабре 1998 года.

Поисковая система yandex.ru была анонсирована компанией CompTek 23 сентября 1997 года на выставке Softool, хотя отдельные разработки в области поиска (индексация Библии, поиск документов на CD-ROM, поиск по сайту) проводились компанией ещё раньше.
Название системы — «Яндекс», «Яndex», — придумали вместе Аркадий Волож и Илья Сегалович.
Слово расшифровывалось как yet another indexer («ещё один индексатор; очередной индексатор») или как «Языковой Индекс». По предложению Артемия Лебедева, если «I» перевести на русский, получится «Я». Чуть позже, после выхода «Яндекса» в Интернет, пользователи предложили свой вариант: «Иньдекс» — это же женское что-то такое, а «Яньдекс» — это такое сильное, мужское, то есть тот же индекс, но с мужским началом.
Первый индекс содержал информацию по 5 тыс. серверов и занимал 4,5 ГБ.
В том же 1997 году поиск «Яндекса» стал использоваться в русскоязычной версии Internet Explorer 4.0. Стало возможным задавать запрос на естественном языке.
В 1998 году появилась функция «найти похожие документы» для каждого результата поиска.
«Яндекс Поиск» по состоянию на 1998 год работал на трёх машинах, работавших на FreeBSD под Apache: одна машина обходила Интернет и индексировала документы, одна машина поисковая и одна машина дублировала поисковую машину.
В 1999 году появился поиск в категориях — поиск, сочетание поисковой системы и каталога. Обновлена версия поисковой машины.

### 2000
6 июня 2000 года была представлена вторая версия поисковика.
Был внедрён механизм параллельного поиска, когда наряду с выдачей из веба предлагается информация из крупных источников. Пользователи получили возможность ограничить поисковую выдачу выбранной темой. Появилась рубрика «Популярные находки» — слова, уточняющие поиск.
К декабрю 2000 года объём проиндексированной информации достиг 355,22 Гб.

### 2001
2001 год стал для «Яндекса» значимым, поскольку тогда он обогнал другой российский поисковик, «Рамблер», по посещаемости и с тех пор является ведущей поисковой системой Рунета.
«Яндекс» стал понимать запросы на естественном языке, заданные в вопросительной форме. Система научилась распознавать опечатки и предлагать исправлять их. Изменился дизайн.

### 2002
Количество ежедневных запросов к поисковой машине «Яндекс» превысило 2 млн.

### 2003
Запущена индексация документов .rtf и .pdf
Результаты поиска стали выдаваться в том числе и в формате XML.

### 2004
Изменился алгоритм ранжирования.
Стартовала индексация документов в формате .swf («флэш»), .xls и .ppt.
В конце года было выложено в открытый доступ исследование «Некоторые аспекты полнотекстового поиска и ранжирования в Яндекс», раскрывшее отдельные детали ранжирования в поисковике.

### 2005
Летом был запущен так называемый «быстрый» поисковый робот, работающий параллельно с основным и предназначенных для индексации актуальных страниц. База «быстрого робота» обновляется каждые 1,5—2 часа.
Был усовершенствован алгоритм ранжирования для увеличения точности поиска.
Возможности поиска были расширены с помощью сервисов «Яндекс. Словари» и «Яндекс. Lingvo». Поисковик научился понимать запросы типа «как [что-то] по-испански» и автоматически переводить их.
Стало возможным ограничить поисковую выдачу по региону.

### 2006
С мая 2006 в результатах поиска стали отображаться пиктограммы сайтов.
В начале декабря рядом с каждой ссылкой в выдаче появился пункт «Сохранённая копия», кликнув по которой, пользователь переходит на полную копию страницы в отдельной архивной базе («Яндекс-кэш»).
Появилась геоклассификация сайтов.

### 2007
Был изменён алгоритм ранжирования.

### с 2008 года
В 2008 году компания «Яндекс» впервые стала открыто объявлять об изменениях в поисковом алгоритме и давать им названия:

Чтобы изменения не дезориентировали пользователей, Яндекс с лета прошлого года начал их анонсировать. Загвоздка в том, как эти изменения называть, ведь к дате привязываться неудобно. Решили давать новым программам названия российских городов.

Название «города» каждого следующего алгоритма начинается на ту букву, на которую оканчивалось название предыдущего.

### 2017
В сентябре 2017 года «Яндекс» отметил свой 20 день рождения. По этому случаю в офис «Яндекса» приехал Президент РФ В. В. Путин.

### 2022
Согласно распоряжению Правительства РФ, с 1 января 2022 года «Яндекс.Поиск» и «Яндекс.Браузер» стали обязательными для предустановки на компьютеры и ноутбуки.
В ноябре 2022 года Яндекс выпустил новую версию поиска — Y2. Появилась возможность искать не только сайты, но также и объекты на страницах. Система стала автоматически переводить видео на русский с нескольких языков. В поиске появились детские аккаунты и функция ответов на узкоспециализированные запросы программистов.

### 2023
В 2023 году россияне чаще всего пользовались поиском «Яндекса» — его доля составила около 60%.

### 2024
Яндекс запустил Поиск с Нейро на основе генеративной нейросети YandexGPT в начале 2024. В этом году Яндекс остался самым популярным поисковиком в России.

### 2025
На смену «Поиску с Нейро» приходит «Поиск с Алисой» с режимом рассуждений, возможностью генерировать контент и получать развёрнутые ответы с изображениями, видео и ссылками на источники.

## Значение «Яндекса»
Состояние, когда местные поисковые компании не уступают американским брендам, является в мире почти уникальным, если не учитывать опыт Китая, где Google в 2010 году был заблокирован, взламываются почтовые ящики правозащитников, а местные провайдеры часто перенаправляют адрес www.google.cn на сайт Baidu. Россия является единственной страной в мире, за исключением США, которой удалось без протекционистских мер создать более одной успешной поисковой технологии с заметной долей рынка (см. также «Рамблер»).
По словам медиа-эксперта Михаила Гуревича, «Яндекс» — «национальное достояние», «стратегический продукт».
Данный факт осознали и в Государственной Думе Российской Федерации, где в мае 2012 года появился законопроект, в котором «Яндекс» и «ВКонтакте» признаются стратегическими предприятиями как общенациональные трансляторы информации. Ещё в 2009 году Президент России Дмитрий Медведев инициировал покупку «Сбербанком» «золотой акции» «Яндекса» с целью избежать попадания предприятия общегосударственной важности в руки иностранцев.
В 2012 году «Яндекс» обогнал «Первый канал» по численности ежедневной аудитории, что сделало российский интернет-гигант лидером отечественного медиарынка. В 2013 году «Яндекс» подтвердил этот статус, обогнав «Первый» по выручке.
В 2008 году «Яндекс» был девятым поисковиком в мире, в 2009 — седьмым, в 2013 — четвёртым.
Одной из составляющих такого положения служит наличие в России достаточного количества математически подкованных специалистов, обладающих научным чутьём. Имеет значение языково-культурный барьер.

Россия — одна из немногих стран, у которых есть собственный поисковик, занимающий первое место в стране, есть свои соцсети, держащие первенство. […] В ближайшие 3—5 лет иностранцы смогут претендовать только на третье-четвёртое места.

К 2002 году слово «Яndex» стало настолько общеупотребительным, что, когда компания Аркадия Воложа потребовала вернуть ей домен yandex.com, выкупленный третьими лицами, ответчик заявил, что слово «Яндекс» является уже синонимом справочника и стало нарицательным.
С осени 2012 года поисковая система «Яндекс» обогнала по числу пользователей Google на браузере Google Chrome в России.

## Прочие поисковые услуги
Помимо собственно веб-поиска, компания «Яндекс» ищет по картинкам, видео, картам, товарам, финансовым продуктам, врачам, недвижимости.
В течение некоторого времени «Яндекс» предлагал программу «Персональный поиск» для локального поиска на ПК пользователя.
Мобильное приложение «Яндекс — с Алисой» обеспечивает быстрый доступ к «Поиску» и другим сервисам: AI-ассистент Алиса, определитель номера, умная камера, и т. д.
В умной камере применяются технологии глубокого обучения, в том числе оптического распознавания символов и машинного перевода. У камеры несколько функций:
- Поиск по фото — определяет объекты в окружающем пространстве или на фотографиях, а затем подсказывает, где найти их или похожую альтернативу[102][103].
- Поиск по товарам — определяет объект на фото или в реальном времени и предлагает варианты, где его можно приобрести; распознаёт штриховые коды и маркировку товаров[104][105].
- Текст — преобразовывает бумажные документы в цифровые материалы, которые можно редактировать.
- Перевод — переводит тексты на объектах в реальном времени[101].
- Сканер — фотографирует, оцифровывает и позволяет отформатировать документ[106].
- Решения — сканирует квадратные уравнения и показывает их решения[106].